# Acuerdo de estabilización y asociación

Mapa de los estados que han participado en el Proceso de Estabilización y Asociación de la Unión Europea, con la fecha de entrada en vigor de su Acuerdo de Estabilización y Asociación (y la fecha de caducidad del acuerdo para Croacia cuando se convirtió en un Estado miembro de la UE). EU member states SAA in force

En conversaciones con países y territorios que han expresado su deseo de unirse a la Unión Europea, la UE normalmente concluye un acuerdo de estabilización y asociación a cambio de compromisos con la reforma política, económica, comercial o de derechos humanos en ese país o territorio. A cambio, se puede ofrecer acceso libre de aranceles al país o territorio a algunos o a todos los mercados de la UE (bienes industriales, productos agrícolas, etc.) y asistencia financiera o técnica.

## Visión general
Los acuerdos de estabilización y asociación forman parte del Proceso de Estabilización y Asociación de la UE (PEA) y de la Política Europea de Vecindad (PEV). En la actualidad, los países y territorios de los Balcanes Occidentales son el foco del PEA. Se han implementado en específico Acuerdos de Estabilización y Asociación (AEA) con varios países y territorios balcánicos que incluyen explícitamente disposiciones para la futura adhesión a la UE del país involucrado. Los AEA son similares en principio a los Acuerdos Europeos firmados con los países de Europa Central y Oriental en la década de 1990 y al Acuerdo de Asociación con Turquía.
Los Acuerdos de Estabilización y Asociación se basan principalmente en el acervo comunitario de la UE y se basan en su promulgación en la legislación de los estados y territorios cooperantes. La profundidad de la armonización de políticas que esperan los Acuerdos de Estabilización y Asociación es menor que para los Estados miembros de la UE; algunas áreas de política en el Acervo pueden no estar cubiertas por un Acuerdos de Estabilización y Asociación determinado.
Las relaciones de la UE con los estados y territorios de los Balcanes Occidentales pasaron de las "Relaciones Externas" al segmento de políticas de "Ampliación" en 2005. Desde 2015, Albania, Macedonia del Norte, Montenegro y Serbia son reconocidos oficialmente como candidatos para la membresía. Bosnia y Herzegovina y Kosovo no son reconocidos como países candidatos, sino como posibles candidatos.
A partir de abril de 2016, Albania, Bosnia y Herzegovina, Kosovo, Macedonia del Norte, Montenegro y Serbia tienen Acuerdo de Estabilización y Asociación en vigor. Anteriormente, Croacia tenía Acuerdo de Estabilización y Asociación, pero caducaría cuando se adhirieron a la UE en 2013.
El acuerdo con Kosovo, un territorio no reconocido universalmente como país, fue el primero firmado después de la entrada en vigor del Tratado de Lisboa, que confirió personalidad jurídica a la UE. Como resultado, un representante de la UE en Kosovo explicó que "a diferencia de un AEA con otros países de la región, este será exclusivamente el acuerdo de la UE. La UE lo firmará como una entidad legal". El acuerdo no necesita ser ratificado individualmente por cada estado miembro, algunos de los cuales no han reconocido la independencia de Kosovo.  El representante continuó diciendo que "como Kosovo no es reconocido por los cinco estados miembros, tuvimos que emitir una directiva que decía que la firma del acuerdo no significaría que la UE o cualquiera de los países reconozca a Kosovo como un estado".

## Acuerdo de Estabilización y Asociación
| Acontecimiento                                  | Macedonia                   | Croacia                     | Albania                     | Montenegro                  | Bosnia andHerzegovina       | Serbia                      | Kosovo     |
| ----------------------------------------------- | --------------------------- | --------------------------- | --------------------------- | --------------------------- | --------------------------- | --------------------------- | ---------- |
| SAA Inicio de negociaciones                     | 2000-04-05                  | 2000-11-24                  | 2003-01-31                  | 2005-10-10                  | 2005-11-25                  | 2005-10-10                  | 2013-10-28 |
| SAA initialled                                  | 2000-11-24                  | 2001-05-14                  | 2006-02-28                  | 2007-03-15                  | 2007-12-04                  | 2007-11-07                  | 2014-07-25 |
| SAA/IA Firma                                    | 2001-04-09                  | 2001-10-29                  | 2006-06-12                  | 2007-10-15                  | 2008-06-16                  | 2008-04-29                  | 2015-10-27 |
| Acuerdo interino:                               |                             |                             |                             |                             |                             |                             |            |
| EC Ratificación                                 | 2001-04-27                  | 2002-01-30                  | 2006-06-12                  | 2007-10-15                  | 2008-06-16                  | 2009-12-08                  | N/Un       |
| SAVIA ratificación estatal                      | 2001-04-27                  | 2002-01-30                  | 2006-10-09                  | 2007-11-14                  | 2008-06-20                  | 2008-09-22                  | N/Un       |
| Entrada a fuerza                                | 2001-06-01                  | 2002-03-01                  | 2006-12-01                  | 2008-01-01                  | 2008-07-01                  | 2010-02-01                  | N/Un       |
| Depósito del instrumento de ratificación:       |                             |                             |                             |                             |                             |                             |            |
| Estado de SAVIA                                 | 2001-04-27                  | 2002-01-30                  | 2006-11-09                  | 2007-11-13                  | 2009-02-26                  | 2008-09-22                  | 2016-02-26 |
| Austria                                         | 2002-09-06                  | 2002-03-15                  | 2008-05-21                  | 2008-07-04                  | 2009-09-04                  | 2011-01-13                  | N/Un       |
| Bélgica                                         | 2003-12-29                  | 2003-12-17                  | 2008-10-22                  | 2010-03-29                  | 2010-03-29                  | 2012-03-20                  | N/Un       |
| Bulgaria                                        | Introducido la UE más tarde | Introducido la UE más tarde | Introducido la UE más tarde | 2008-05-30                  | 2009-03-13                  | 2010-08-12                  | N/Un       |
| Croacia                                         | Introducido la UE más tarde | Introducido la UE más tarde | Introducido la UE más tarde | Introducido la UE más tarde | Introducido la UE más tarde | Introducido la UE más tarde | N/Un       |
| Chipre                                          | Introducido la UE más tarde | Introducido la UE más tarde | 2008-05-30                  | 2008-11-20                  | 2009-07-02                  | 2010-11-26                  | N/Un       |
| República Checa                                 | Introducido la UE más tarde | Introducido la UE más tarde | 2008-05-07                  | 2009-02-19                  | 2009-07-23                  | 2011-01-28                  | N/Un       |
| Dinamarca                                       | 2002-04-10                  | 2002-05-08                  | 2008-04-24                  | 2008-06-25                  | 2009-05-26                  | 2011-03-04                  | N/Un       |
| Estonia                                         | Introducido la UE más tarde | Introducido la UE más tarde | 2007-10-17                  | 2007-11-22                  | 2008-09-11                  | 2010-08-19                  | N/Un       |
| Finlandia                                       | 2004-01-06                  | 2004-01-06                  | 2007-11-29                  | 2009-03-18                  | 2009-04-07                  | 2011-10-21                  | N/Un       |
| Francia                                         | 2003-06-04                  | 2003-06-04                  | 2009-02-12                  | 2009-07-30                  | 2011-02-10                  | 2012-01-16                  | N/Un       |
| Alemania                                        | 2002-06-20                  | 2002-10-18                  | 2009-02-19                  | 2009-11-16                  | 2009-08-14                  | 2012-02-24                  | N/Un       |
| Grecia                                          | 2003-08-27                  | 2003-08-27                  | 2009-02-26                  | 2010-03-04                  | 2010-09-20                  | 2011-03-10                  | N/Un       |
| Hungría                                         | Introducido la UE más tarde | Introducido la UE más tarde | 2007-04-23                  | 2008-05-14                  | 2008-10-22                  | 2010-11-16                  | N/Un       |
| Irlanda                                         | 2002-05-06                  | 2002-05-06                  | 2007-06-11                  | 2009-06-04                  | 2009-06-04                  | 2011-09-29                  | N/Un       |
| Italia                                          | 2003-10-30                  | 2004-10-06                  | 2008-01-07                  | 2009-10-13                  | 2010-09-08                  | 2011-01-06                  | N/Un       |
| Letonia                                         | Introducido la UE más tarde | Introducido la UE más tarde | 2006-12-19                  | 2008-10-17                  | 2009-11-12                  | 2011-05-30                  | N/Un       |
| Lituania                                        | Introducido la UE más tarde | Introducido la UE más tarde | 2007-05-17                  | 2009-03-04                  | 2009-05-04                  | 2013-06-26                  | N/Un       |
| Luxemburgo                                      | 2003-07-28                  | 2003-08-01                  | 2007-07-04                  | 2009-06-11                  | 2010-12-22                  | 2011-01-21                  | N/Un       |
| Malta                                           | Introducido la UE más tarde | Introducido la UE más tarde | 2008-04-21                  | 2008-12-11                  | 2010-01-07                  | 2010-07-06                  | N/Un       |
| Netherlands                                     | 2002-09-09                  | 2004-04-30                  | 2007-12-10                  | 2009-01-29                  | 2009-09-30                  | 2012-02-27                  | N/Un       |
| Polonia                                         | Introducido la UE más tarde | Introducido la UE más tarde | 2007-04-14                  | 2009-02-06                  | 2010-04-07                  | 2012-01-13                  | N/Un       |
| Portugal                                        | 2003-07-14                  | 2003-07-14                  | 2008-07-11                  | 2008-09-23                  | 2009-06-29                  | 2011-03-04                  | N/Un       |
| Rumanía                                         | Introducido la UE más tarde | Introducido la UE más tarde | Introducido la UE más tarde | 2009-01-15                  | 2010-01-08                  | 2012-05-22                  | N/Un       |
| Eslovaquia                                      | Introducido la UE más tarde | Introducido la UE más tarde | 2007-07-20                  | 2008-07-29                  | 2009-03-17                  | 2010-11-11                  | N/Un       |
| Eslovenia                                       | Introducido la UE más tarde | Introducido la UE más tarde | 2007-01-18                  | 2008-02-07                  | 2009-03-10                  | 2010-12-07                  | N/Un       |
| España                                          | 2002-10-04                  | 2002-10-04                  | 2007-05-03                  | 2009-03-12                  | 2010-06-15                  | 2010-06-21                  | N/Un       |
| Suecia                                          | 2002-06-25                  | 2003-03-27                  | 2007-03-21                  | 2009-03-11                  | 2009-09-14                  | 2011-04-15                  | N/Un       |
| Reino Unido                                     | 2002-12-17                  | 2004-09-03                  | 2007-10-16                  | 2010-01-12                  | 2010-04-20                  | 2011-08-11                  | N/Un       |
| Comunidades europeas orEuropean Unión y Euratom | 2004-02-25                  | 2004-12-21                  | 2009-02-26                  | 2010-03-29                  | 2015-04-30                  | 2013-07-22                  | 2016-02-24 |
| SAA Entrada a fuerza                            | 2004-04-01                  | 2005-02-01                  | 2009-04-01                  | 2010-05-01                  | 2015-06-01                  | 2013-09-01                  | 2016-04-01 |
| Afiliación de UE (SAA lapsed)                   | (TBD)                       | 2013-07-01                  | (TBD)                       | (TBD)                       | (TBD)                       | (TBD)                       | (TBD)      |